# Тадеуш Слюсарський
Тадеуш Слюсарський  (пол. Tadeusz Ślusarski, 19 травня 1950 - 17 серпня 1998) — польський легкоатлет, олімпійський чемпіон.

## Виступи на Олімпіадах
| Олімпіада     | Дисципліна         | Місце   |
| ------------- | ------------------ | ------- |
| Мюнхен 1972   | стрибки з жердиною | AC r2/2 |
| Монреаль 1976 | стрибки з жердиною | 1       |
| Москва 1980   | стрибки з жердиною | 2T      |